# Alfa Romeo Tipo A
El Alfa Romeo Tipo A fue el primer automóvil de carreras monoposto (monoplaza) diseñado por Alfa Romeo. El coche tenía dos motores 6C 1750 de seis cilindros en línea cada uno y cajas de cambios montados unos al lado de los otros. Al rendir 230 HP (172 kW), el automóvil tenía una velocidad máxima de 149 mph (239,8 km/h).
El mejor logro en las carreras del coche fue en la Coppa Acerbo de 1931; cuando Tazio Nuvolari fue tercero con Giuseppe Campari imponiéndose en la prueba. Luigi Arcangeli murió en Monza en 1931 mientras se entrenaba con este coche para el GP de Italia. El complejo diseño del automóvil finalmente lo llevó a ser muy poco fiable; y Vittorio Jano comenzó a diseñar un nuevo automóvil, el Tipo B (P3), para solucionar este problema. Del Tipo A solo se fabricaron cuatro unidades, y actualmente solo existe una réplica en el Museo Histórico Alfa Romeo en Arese.

## Antecedentes
Alfa Romeo había hecho su primer intento de competir en Grandes Premios en 1923 con el Alfa Romeo P1. El proyecto fracasó por varias razones (incluida la muerte de Ugo Sivocci en un entrenamiento), por lo que Nicola Romeo desguazó el automóvil. Se continuó con un diseño de Gran Premio y la compañía fabricó el Alfa Romeo P2. Para ello, Vittorio Jano (que el entonces jefe de talleres de Alfa-Romeo Enzo Ferrari había traído desde Fiat), desarrolló en 1924 un motor de ocho cilindros en línea sobrealimentado de 1987 cc de desplazamiento, que rendía 140 caballos y era capaz de propulsar un monoplaza a una velocidad máxima de 225 km/h. Este motor demostró ser muy competitivo y obtuvo varias victorias en Grandes Premios. Sin embargo, después de una serie cambios en la reglamentación, el P2 se retiró de las principales pruebas, aunque todavía ganaría la Targa Florio en 1930. Jano centró su atención en el nuevo coche de carretera 6C 1500 y, después de tres temporadas, Alfa Romeo se retiró de las carreras de Gran Premio.
En ese momento, se estaba intentando que las escuderías se pusieran de acuerdo sobre la reglamentación técnica de la competición de Grandes Premios, propósito que fracasó en 1931, y las carreras pasaron a regirse con las reglas de la Fórmula Libre. Esto significaba que el "pequeño" Alfa Romeo con su motor de 1987 cm³ tenía que competir contra el enorme Mercedes-Benz SSK (con una cilindrada de más de 7 litros). Jano no estaba convencido de que el 8C 2300 fuera lo suficientemente potente como para poder superar a sus rivales de gran cilindrada y desarrolló el inusual Tipo A. Junto con el 8C 2300, estuvo listo a tiempo para la apertura de la temporada en Monza.

## Desarrollo y tecnología
La característica más inusual del Tipo A era su motor: dos motores de 6 cilindros con sobrealimentación, cada uno con 1750 cm³, que se instalaron uno al lado del otro en un chasis del 8C. Cada motor estaba conectado a una caja de cambios de tres velocidades separada que transmitía la potencia a las ruedas traseras a través de su propio diferencial. El conductor se sentaba sobre los dos ejes de transmisión situados en el medio del automóvil. Con la carrocería de aluminio ligero, el Tipo A fue el primer monoplaza o "monoposto" de Alfa Romeo. Los doce cilindros juntos desarrollaban 230 HP y fueron suficientes para llevar el bólido de 930 kg a una velocidad máxima de 240 km/h.
Esta compleja máquina demostró ser técnicamente muy frágil en su debut en Monza. El Tipo A se retiró en tercera posición después de solo dos horas de las diez que duraba la prueba.  Además, el coche era difícil de controlar (probablemente por el peso de los dos motores en la zona delantera).

## Historia
Se construyeron un total de tres coches más, pero este primer experimento de "bimotor" no fue convincente casi en ningún momento de la temporada. Giuseppe Campari llevó un Tipo A a la victoria en la Coppa Acerbo de 1931 en el Circuito de Pescara, mientras que Tazio Nuvolari quedó en tercer lugar. El coche fue reemplazado en gran parte por el Tipo B o "P3" en 1932, que funcionaba con un solo motor 8C-2300. La muerte de Luigi Arcangeli en el circuito de Monza durante las pruebas del Gran Premio de Italia de 1931 y los problemas técnicos que aún existían con el modelo llevaron a Alfa Romeo a dar por finalizado el proyecto.